# Onochie Achike
Onochie Achike, född den 31 januari 1975 i London, är en brittisk friidrottare som tävlar i tresteg.
Achikes genombrott kom när han vann guld vid Samväldesspelen 1998. Han var i final vid VM 1999 där han slutade på elfte plats. 
Vid Olympiska sommarspelen 2000 var han i final och slutade där femma efter ett hopp på 17,29 meter. Han var i final vid VM 2001 där han slutade på sjunde plats efter att ha hoppat 16,79 meter. 
Vid Olympiska sommarspelen 2008 var han i final och slutade där sjua efter att hoppat 17,17 meter.

## Personliga rekord
- Tresteg - 17,30 meter